# Jody Williams
Jody Williams (Brattleboro, Vermont, Estados Unidos, 9 de octubre de 1950) es una profesora estadounidense y activista de derechos humanos, ganadora del Premio Nobel de la Paz en 1997 por su trabajo en favor de la prohibición internacional del uso de minas antipersonales y bombas de racimo, así como la retirada de todas las minas (y restos de ellas) de todos los territorios a nivel mundial.
Una visita a la Fundación Americana de Veteranos de Vietnam en Washington representó un giro radical en su vida y en sus compromisos profesionales. Conoció de primera mano las devastadoras consecuencias del uso de las minas antipersona en enfrentamientos bélicos y, a partir de entonces, inició una lucha sin descanso para lograr la erradicación de estos artefactos.

## Trayectoria
Al principio, Williams ejercía como profesora de inglés como segundo idioma. En 1972 obtuvo su grado académico en la Universidad de Vermont y en 1974 realizó la maestría en la enseñanza de español en el School for International Training. En 1984 obtuvo un segundo postgrado, una maestría en relaciones internacionales en la School of Advanced International Studies de la  Universidad Johns Hopkins. Ejerció como profesora de inglés en México, Londres, y en Washington D. C., justo antes de dedicarse al trabajo humanitario. 
En organizaciones de ayuda y cooperación internacional, su primera responsabilidad fue la de coordinadora del "Nicaragua-Honduras Education Project" (Proyecto Educación de Nicaragua-Honduras), hasta 1986. En seguida, asumió como subjefa de "Medical Aid for El Salvador" ("Ayuda Médica para El Salvador"), una organización de caridad con sede en Los Ángeles. Permaneció en ese puesto hasta 1992, cuando comenzó su labor como activista en la organización recién formada Campaña Internacional para la Prohibición de las Minas Antipersona (International Campaign to Ban Landmines - ICBL).
Un momento culminante para los objetivos de esta organización constituyó la formulación de la Convención Internacional por la Prohibición de Minas Antipersonales, tratado que se firmó en Ottawa, Canadá en 1997. Algunos países, incluyendo los Estados Unidos, se abstuvieron.
Williams continúa sirviendo en la ICBL como embajadora de la campaña y directora del capítulo de minas terrestres. 
Fue profesora visitante de trabajo social en la Universidad de Houston para el año académico 2003-2004. Ha escrito en extenso sobre las consecuencias tocantes a minas terrestres. Ofreció en la UDLAP la conferencia "An Individual's Impact on Social and Political Change".
En 2017 firmó el manifiesto ”Let Catalan Vote "haciendo evidente su soporte al derecho a decidir por medio de un referéndum sobre la independencia de Cataluña.